# Ивасаки, Ятаро
Ятаро Ивасаки (яп. 岩崎 弥太郎 Ивасаки Ятаро:, 1835—1885) — японский предприниматель, основатель промышленно-торговой корпорации Mitsubishi. Один из предпринимателей, способствовавших переходу самурайской Японии в новую промышленную эпоху.

## Биография
Ятаро Ивасаки родился в бедной деревушке провинции Тоса в простой крестьянской семье, тем не менее происходившей из обедневшего самурайского рода — дед его вынужден был продать своё звание самурая с тем, чтобы расплатиться с долгами. В 1854 году в 19-летнем возрасте Ятаро уезжает для получения образования в Эдо (ныне — Токио), однако уже через год он вынужден вернуться домой — из-за тяжёлого ранения, полученного отцом. На родине, после крупной ссоры с местными влиятельными семьями, Ивасаки оказывается на 7 месяцев в тюремном заключении. В тюрьме учится у сокамерника основам торговли и после освобождения занимается бизнесом.
Ивасаки становится учеником и близким последователем известного японского реформатора и просветителя Ёсиды Тоё, сторонника модернизации из провинции Тоса. Благодаря связям последнего Ивасаки получает место в иерархии клана Ямаути, управлявшим княжеством Тоса. Ивасаки получил возможность выкупить для себя и своей семьи утраченный ранее статус самурая. После смерти Ёсиды Тоё в результате покушения Ивасаки был нанят даймё княжества Тоса Ямаути Тоёсигэ в качестве помощника по организации экспорта и импорта товаров. В возрасте 33 лет Ивасаки было поручено заниматься компанией Нагасаки Сёкай, ведающей торговлей в провинции. 

Герб рода Ямаути

Логотип компании Мицубиси

В 1867 году, после отмены в Японии сёгуната и открытия страны для международной торговли, Нагасаки был единственным портом, в котором разрешена была торговля с иностранцами. Ивасаки продавал продукцию княжества Тоса и закупал иностранное оружие, приобретя при этом навыки торговли и управления морскими перевозками. В 1870 году после Реставрации Мэйдзи ему было поручено руководить компанией «Цукумо сёкай», занимавшейся морскими перевозками княжества Тоса. Он начинает перевозку грузов на трёх кораблях по маршруту Коти ― Кобэ. В 1871 году все княжества были ликвидированы и заменены на префектуры, в результате чего компания была передана в частные руки, заложив таким образом основание для своей будущей торгово-промышленной империи. В 1873 году компания «Цукумо сёкай» переименовывается в «Мицубиси сёкай» и Ивасаки становится её владельцем. Мицубиси (мицу — «три», хиси (из-за озвончения — биси) — «водяной орех»). Логотип фирмы Мицубиси представляет собой переплетение фамильного герба Ивасаки и эмблемы клана Ямаути, управляющего княжеством Тоса. В 1874 году Ивасаки переводит главный офис компании в Токио. В этот период Япония взяла курс на «освоение цивилизации» и транспортировка грузов с помощью больших пароходов поддерживала расширению товарный поток новой эпохи. В это время помимо расширения внутренних морских путей были открыты направления, соединяющие Японию с Корейским полуостровом и Китаем. В 1874 году во время Тайваньского похода компания всячески помогает государству с отправкой войск на Тайвань, заслужив доверие правительства. В 1876 году была открыта Шанхайская линия, чтобы взять верх в конкурентной борьбе с американскими и английскими компаниями морских перевозок в Шанхайский международный сеттльмент. В 1877 году во время Сацумского восстания на острове Кюсю Ивасаки снова помог японскому правительству, взяв на себя бремя военных перевозок. В это время в собственности у Мицубиси было уже 63 корабля, что составляло 70% общего тоннажа пароходов всей Японии. Компания расширяла бизнес, развивая каменноугольное направление, а также занимаясь добычей и экспортом медной руды, проведением финансовых операций, управлением складских помещений и строительством кораблей. В 1884 году Ивасаки основывает в Нагасаки несколько судостроительных и судоремонтных предприятий.
В борьбе за сокращение издержек компании Ивасаки впервые в Японии ввёл систему выплаты бонусов служащим. В 1876 году Ивасаки принял устав компании Мицубиси-кисэн, положив начало системе введения уставов современных предприятий и определению прав работников и их служебных обязанностей. При этой реорганизации были чётко определены полномочия руководства компании, сделав её директора единственным ответственным за прибыли и убытки компании. Считается, что тем самым Ивасаки положил конец принципу коллегиального управления, которое было традиционным для японских торговых домов. 
Ивасаки обладал трезвым умом промышленника и чутьём финансиста, что позволило ему превратить своё первоначально небольшое предприятие в один из богатейших трестов Японии. Основными сферами его интересов были горнодобывающая промышленность, судостроение и финансы. 
Ятаро Ивасаки скончался в возрасте пятидесяти лет от рака желудка.